# The Brilliant Best〜タイアップコレクション〜
『The Brilliant Best〜タイアップコレクション〜』は、上原れなの1stベスト・アルバム。2013年8月7日にフィックスレコードからSACDハイブリッド盤としてリリースされた。

## 解説
- 上原れな初のベスト・アルバム。
- 発売時点までに発表されたタイアップ全24曲が収録されている。本作でアルバム初収録となった曲がある一方で、タイアップのついていなかった「トモダチ」（2ndシングル「コスモスのように」c/w）と「birdcage」（3rdシングル「夢のつづき」c/w）の2曲は収録されていない。
- 初回限定盤は特製スリーブ仕様。
- 各種音楽配信サービスでも配信されている。また、「OTOTOY」では2.8MHzのDSDとHQDの高音質バージョンで配信されている。

## 収録曲

### Disc1
1. Heart To Heart
作詞：須谷尚子、作曲：中上和英、編曲：豆田将
  - PCゲームソフト『ToHeart2 AnotherDays』オープニングテーマ。
2. コスモスのように
作詞：須谷尚子、作曲：石川真也、編曲：松岡純也
  - 2ndシングル表題曲。PCゲームソフト『ToHeart2 AnotherDays』エンディングテーマ。
3. 虹の架け橋
作詞：上原れな、作曲・編曲：松岡純也
  - 1stシングル表題曲。OVA『ToHeart2ad』オープニングテーマ。
4. 君が残したもの
作詞：上原れな、作曲・編曲：松岡純也
  - 1stシングルカップリング曲。OVA『ToHeart2ad』エンディングテーマ。
5. Until
作詞・作曲：未海、編曲：豆田将
  - PSPソフト『ティアーズ・トゥ・ティアラ 花冠の大地』挿入歌。1stアルバム『to YOU』にはアコースティックバージョンで収録されていたため、オリジナルバージョンが上原のアルバムに収録されるのは本作が初めてとなる。4thアルバム『Emergence』にはPS3ソフト『ティアーズ・トゥ・ティアラII 覇王の末裔』で使用されたニューアレンジバージョン「Until -from Hispania-」が収録された。
6. Hold a dream
作詞：須谷尚子、作曲・編曲：松岡純也
  - PCゲームソフト『君が呼ぶ、メギドの丘で』オープニングテーマ。
7. Seed
作詞：須谷尚子、作曲・編曲：松岡純也
  - PCゲームソフト『君が呼ぶ、メギドの丘で』エンディングテーマ。
8. 夢のつづき
作詞：須谷尚子、作曲・編曲：衣笠道雄
  - 3rdシングル表題曲。OVA『うたわれるもの』エンディングテーマ。
9. Tears to Tiara ～the essence～
作詞・作曲・編曲：豆田将
  - PS3ソフト『ティアーズ・トゥ・ティアラ外伝 -アヴァロンの謎-』オープニングテーマ。
10. Please sing with me
作詞：須谷尚子、作曲：石川真也、編曲：松岡純也
  - PS3ソフト『ティアーズ・トゥ・ティアラ外伝 -アヴァロンの謎-』エンディングテーマ。
11. WORDS OF LOVE
作詞：上原れな、作曲・編曲：衣笠道雄
  - PCゲームソフト『愛佳でいくの!!』オープニングテーマ。
12. 余韻
作詞：U、作曲・編曲：光田英生
  - PCゲームソフト『愛佳でいくの!!』クレジットテーマ。

### Disc2
1. 届かない恋
作詞：須谷尚子、作曲：石川真也、編曲：松岡純也
  - 4thシングル表題曲。PCゲームソフト『WHITE ALBUM2 -introductory chapter-』オープニングテーマ。2013年に「届かない恋 '13」として新録された。
2. After All ～綴る想い～
作詞：未海、作曲：石川真也、編曲：衣笠道雄
  - 4thシングルカップリング曲。PCゲームソフト『WHITE ALBUM2』挿入歌。アルバム初収録。2013年に「After All ～綴る想い～ '13」として新録された。
3. トキメキ
作詞：須谷尚子、作曲・編曲：松岡純也
  - 5thシングル表題曲。OVA『ToHeart2 adnext』オープニングテーマ。
4. 旅立ち
作詞：遠藤葉月、作曲・編曲：衣笠道雄
  - 5thシングルカップリング曲。OVA『ToHeart2 adnext』エンディングテーマ。
5. 虹色の風
作詞：須谷尚子、作曲・編曲：衣笠道雄
  - PSPソフト『ToHeart2 ダンジョントラベラーズ』オープニングテーマ。
6. my friend
作詞：須谷尚子、作曲・編曲：衣笠道雄
  - PSPソフト『ToHeart2 ダンジョントラベラーズ』エンディングテーマ。
7. 幸せな記憶
作詞：須谷尚子、作曲：石川真也、編曲：衣笠道雄
  - PCゲームソフト『WHITE ALBUM2 -closing chapter-』オープニングテーマ。
8. 優しい嘘
作詞：須谷尚子、作曲・編曲：松岡純也
  - PCゲームソフト『WHITE ALBUM2 -closing chapter-』エンディングテーマ。
9. closing
作詞：下川直哉・須谷尚子、作曲：下川直哉、編曲：衣笠道雄
  - PCゲームソフト『WHITE ALBUM2 -closing chapter-』エンディングテーマ。2013年に「closing '13」として新録された。
10. ただひとつの星
作詞：須谷尚子、作曲：石川真也、編曲：松岡純也
  - OVA『ToHeart2ダンジョントラベラーズ』エンディングテーマ。同OVA主題歌マキシシングルとしてリリースされていた曲でアルバム初収録となる。
11. Sparkling Heart
作詞：須谷尚子、作曲・編曲：衣笠道雄
  - PS3ソフトPACHISLOT ToHeart2』挿入歌。アルバム初収録。
12. Answer
作詞：須谷尚子、作曲・編曲：衣笠道雄
  - PS3ソフト『WHITE ALBUM2 幸せの向こう側』挿入歌。アルバム初収録。